# 李頃
李顷（872年—941年7月10日），五代十国后梁、后唐、后晋官员，陈州项城人，河阳节度使、兼侍中李罕之的儿子。
唐僖宗光启年间，李罕之与河南張全義为仇，相互攻击，李罕之兵败，北投太原，李克用把他安置在泽州，李罕之将赴任，留李顷为人质。当时李存勖还是少年，与李顷关系亲密。李罕之自泽州袭据潞州，归降朱温，李克用将杀李顷，李存勖暗中给他骏马，让他逃出河东，李顷奔河南。朱温以其父子归顺，对他们待遇甚厚。天复年间，朱温自凤翔送唐昭宗归长安，留军万人，命侄朱友倫与李顷总领，以宿卫为名。朱温建立后梁，累掌禁兵，倚为心腹。朱友珪即位，以李顷为检校尚书右仆射、右羽林统军。梁末帝诛杀朱友珪，李顷参预其谋，历任随州刺史，再任为右羽林统军。同光初年，唐庄宗李存勖入汴州，召见李顷，授任他为卫州刺史，加光禄大夫、检校太保。唐明宗时，担任衍州刺史。长兴年间，检校太傅、右神武统军。后晋天福二年（937年），加特进、检校太尉、右领军卫上将军。天福三年（938年），进封开国伯。天福五年（940年），升任左领军卫上将军。天福六年六月十三壬寅日（941年7月10日），病故，年七十岁，赠太师。李顷性情温雅，不暴虐，刺史统众，受人敬爱，去世时，人们很惋惜。其子李彦弼，在太原时，因李顷逃走，李克用大怒，将他下蚕室用腐刑，后隶属于内侍省。